# Gerhard Sevenster
Gerhard Sevenster (Beets, Noord-Holland 13 november 1895 - Leiden 10 augustus 1985) was een vrijzinnig-hervormd theoloog uit Nederland. Hij was kerkelijk hoogleraar (1933-1963) aan Rijksuniversiteit Leiden. Zijn bekendste werk is De Christologie van het Nieuwe Testament (1946, 19482).

## Biografie
Gerhard Sevenster was de zoon van de links-moderne predikant Jan Sevenster (1869-1949), die een bekende christen-anarchist was en van J.W.A. Bogstra. Zijn jongere broer was Jan Nicolaas Sevenster (1900-1991).
Sevenster studeerde van 1915 tot 1920 theologie aan de Faculteit der Godgeleerdheid aan de Rijksuniversiteit Leiden. Vervolgens was hij predikant te Anloo (1921), Hoorn (1925), Purmerend (1928) en Boksum (c. 1930). In 1929 promoveerde hij op de dissertatie Ethiek en eschatologie in de synoptische evangeliën, handelend over de zedenleer van Jezus Christus zoals die geschetst wordt in de drie eerste evangeliën. Eschatologische verwachtingen bepalen volgens Sevenster de leer van Jezus, maar het aanduiden van Jezus zedenleer als interimethiek is niet geoorloofd. Veel aandacht van Sevenster gaat uit naar de profetische en wijsheidsmomenten in de evangeliën, ook in de daaropvolgende publicaties van zijn hand. Het meest opmerkelijke in alle publicaties van Sevenster is dat hij ervan uitgaat dat de evangelisten een betrouwbaar beeld van Jezus schetsen. Tegenover Rudolf Bultmann stelt hij "dat de scheppende arbeid der gemeente en der evangelisten al heel spoedig overschat wordt". Hier wijkt hij af van zijn leermeester H.L. Windisch, maar ook enigszins van zijn jongere broer, de theoloog J.N. Sevenster, die weliswaar aannam dat veel van wat van Jezus wordt geschetst in de evangeliën betrouwbaar is, maar dat er toch ook sprake is van wordende gemeente-theologie.
Gerhard Sevenster werd in 1933 benoemd tot kerkelijk hoogleraar (namens de Vereniging van Vrijzinnig Hervormden) met als leeropdracht de Geschiedenis van de Nederlands Hervormde Kerk en haar leerstellingen, de Bijbelse godgeleerdheid en praktische godgeleerdheid. Hij was kerkelijk zeer actief, met name binnen de Vereniging Kerkopbouw, waar ethische- en rechts-vrijzinnigen (waartoe Sevenster zichzelf rekende) nauw met elkaar samen om te komen tot kerkelijke vernieuwing. Sevenster beschouwde de richtingenstrijd binnen de Hervormde Kerk als zeer onvruchtbaar en zocht steeds naar samenwerking met andersdenkenden.
De theologische lijn die hij voor de oorlog inzette, zette hij tijdens de Tweede Wereldoorlog voort. Reeds tijdens de oorlog voltooide hij zijn magnum opus, De Christologie van het Nieuwe Testament, dat in 1946 werd uitgegeven. In dit werk stelde hij dat de eerste drie evangelisten wel geen levensbeschrijving geven van Jezus, maar hem als de gekruisigde en opgestane Heer willen verkondigen. Wat zij zeggen is echter in die zin ook historisch zo betrouwbaar, dat we mogen aannemen dat Jezus zo over zichzelf heeft gedacht als de evangeliën die tekenen. Het vierde evangelie is niet te beschouwen als een historisch document, maar de inhoud is niet strijdig met die van de andere evangelisten. De vierde evangelist werkt in zijn evangelie expliciet uit wat in de synoptische evangeliën impliciet besloten lag. (Met moet hier denken aan zaken als de pre-existentie van Christus, zijn uitgesproken zelfbewustzijn) Sevenster brak in zijn boek ook een lans voor de godheid van Christus en de wezenstriniteit (God en de Zoon zijn "een in wezen"). Hij schaarde zich ook achter de traditionele christelijke antropologie ("de mens is geneigd tot alle kwaad") Hij stond echter uiterst sceptisch tegenover het leerstuk van de maagdelijke geboorte (komt alleen voor bij Matteüs en Lucas) en de traditionele verzoeningsleer waarin wordt gesteld dat ook God met zichzelf verzoend moet worden. Wel verwierp hij gedachte dat God op berouw vergeeft; God vergeeft alleen vanwege het offer van Christus.
Zijn boek werd uitgebreid gerecenseerd waarbij moet worden opgemerkt dat de orthodoxie (behalve de rechterflank) in haar kritieken lovender was over De Christologie van het N.T. dan de vrijzinnigheid. G.J. Heering, een vooraanstaand rechts-vrijzinnig theoloog stelde dat Sevenster er beter aan deed zich voortaan niet meer vrijzinnig te noemen en niet meer op de Vergadering van Moderne Theologen verscheen.
Na de oorlog was Sevenster lid van de Synode van de Ned. Herv. Kerk en werkte hij mee aan de herziening van de apocriefe boeken van het Oude Testament. In 1953 werd hij gewoon hoogleraar te Leiden (Nieuwtestamenticus). Hij was ook nog een tijd ouderling bij de Leidse kerkgemeente. Gerhard Sevenster bezocht niet graag buitenlandse congressen, waardoor zijn werken in het buitenland nagenoeg onbekend gebleven zijn.
Gerhard Sevenster overleed op 89-jarige leeftijd, op 10 augustus 1985 in Leiden.

## Familie
Gerhard Seventer trouwde op 28 januari 1921 te Leeuwarden met Catharina de Buck (1895-1981).
Zijn broer, Jan Nicolaas Sevenster (1900-1991), was van 1946 tot 1969 hoogleraar in het Nieuwe Testament aan de Universiteit van Amsterdam. Hij was theologisch verwant aan zijn oudere broer maar had meer aandacht voor de (theologische) verschillen in de boeken van het Nieuwe Testament. Hij was een vooraanstaand antimilitarist en politiek (links) geëngageerd.    

## Werken (selectie)
- Ethiek en eschatologie in de synoptische evangeliën (1929, dissertatie)
- In Memoriam: H. Windisch (NRC, 1935)
- De Christologie van het Nieuwe Testament (1946)

## Verwijzingen
1. ↑  M. de Jonge, "Sevenster, Gerhard", in: Biografisch Lexicon voor de Geschiedenis van het Nederlands protestantisme, deel 5, blz. 464-465, Kok/Kampen 2001
2. ↑  Blz. 465
3. ↑  Vgl. J.N. Sevenster: De Boodschap van het Nieuwe Testament, dl. 1, blz. 75-76, Van Gorcum & Comp. N.V. Uitgevers, Assen, 1939
4. ↑  Eginhard Meijering: Wie is Jezus Christus? Een Vrijzinnig Orthodox Antwoord, blz. 9, Kok/Kampen, 2010
5. ↑  Dit leerstuk werd en wordt over het algemeen niet aanvaard binnen de vrijzinnigheid. Men wil hoogstens spreken van een openbaringstriniteit.
6. ↑  Hierin stond hij in vrijzinnige kring niet alleen, vooral na de Tweede Wereldoorlog deelden veel rechts-vrijzinnigen ditzelfde standpunt
7. ↑  Hier hield hij min of meer vast aan de rechts-vrijzinnige interpretatie
8. ↑  Meijering, blz. 11

- Biografisch Portaal: 98383635
- Digitale Bibliotheek voor de Nederlandse Letteren: seve017
- Gemeinsame Normdatei: 1147214387
- International Standard Name Identifier: 0000 0004 1922 2789
- Nederlandse Thesaurus van Auteursnamen: 069547475
- Système universitaire de documentation: 117303577
- Virtual International Authority File: 244478288
- WorldCat: E39PBJcBVQbqxPdp7gM8PxyWXd